# Mlhovina Trifid
Mlhovina Trifid (také Messier 20 nebo NGC 6514) je emisní mlhovina, konkrétně HII oblast obklopená reflexní mlhovinou, v souhvězdí Střelce. Její hvězdná velikost je 6,3,
zdánlivý průměr 28' a vzdálenost od Země je 5 200 světelných let. V roce 2005 zde Spitzerův vesmírný dalekohled objevil 30 nově vznikajících hvězd.
Mlhovina získala svůj název díky třem tmavým čarám, které jsou způsobeny oblaky prachu a mlhovinu zdánlivě rozdělují na tři části.

## Pozorování

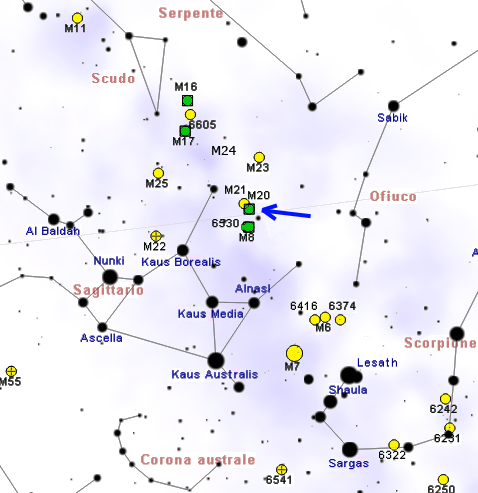
Poloha mlhoviny Trifid v souhvězdí Střelce

Na průzračné tmavé obloze je možné mlhovinu snadno najít i malými dalekohledy necelých 8° severně od hvězdy Alnasl (γ Sgr), která představuje hrot šípu Střelce, 1,5° severně od ještě jasnější mlhoviny Laguna. Okolí mlhoviny je bohaté na hvězdy na pozadí a zář Mléčné dráhy je zde velmi výrazná, protože se tímto směrem díváme ke galaktickému jádru. Pomocí triedru je možné pozorovat několik podrobností: mlhovina vypadá jako matná kruhová skvrna obklopená několika hvězdami. Dalekohled o průměru 120 až 140 mm ukáže další podrobnosti, jako jsou změny jasnosti v různých místech mlhoviny a také několik hvězd, mezi kterými je nejvýraznější hvězda téměř uprostřed mlhoviny. Dalekohledy od průměru 200 mm ukážou ještě více podrobností, zvláště tmavé pruhy, díky kterým mlhovina získala své jméno.
M20 je možno jednoduše pozorovat z většiny obydlených oblastí Země, protože má dostatečně nízkou jižní deklinaci. Přesto není pozorovatelná v severní Evropě a Kanadě, tedy blízko polárního kruhu a ve střední Evropě zůstává poměrně nízko nad obzorem. Na jižní polokouli je mlhovina dobře viditelná vysoko na obloze během jižních zimních nocí a v oblastech blízko obratníku Kozoroha je možné ji vidět přímo v zenitu. Nejvhodnější období pro její pozorování na večerní obloze je od června do října.
Mlhovina leží blízko ekliptiky (vzdálená méně než 1°), proto přes ni často přechází tělesa sluneční soustavy. Poblíž mlhoviny Trifid se nachází mnoho dalších objektů Messierova katalogu, například 1,5° jižně leží mlhovina Laguna, necelý jeden stupeň severovýchodně otevřená hvězdokupa M21, 4° severně otevřená hvězdokupa M23 a severovýchodním směrem jsou to další objekty mezi kulovou hvězdokupou M22 a Orlí mlhovinou.

## Historie pozorování

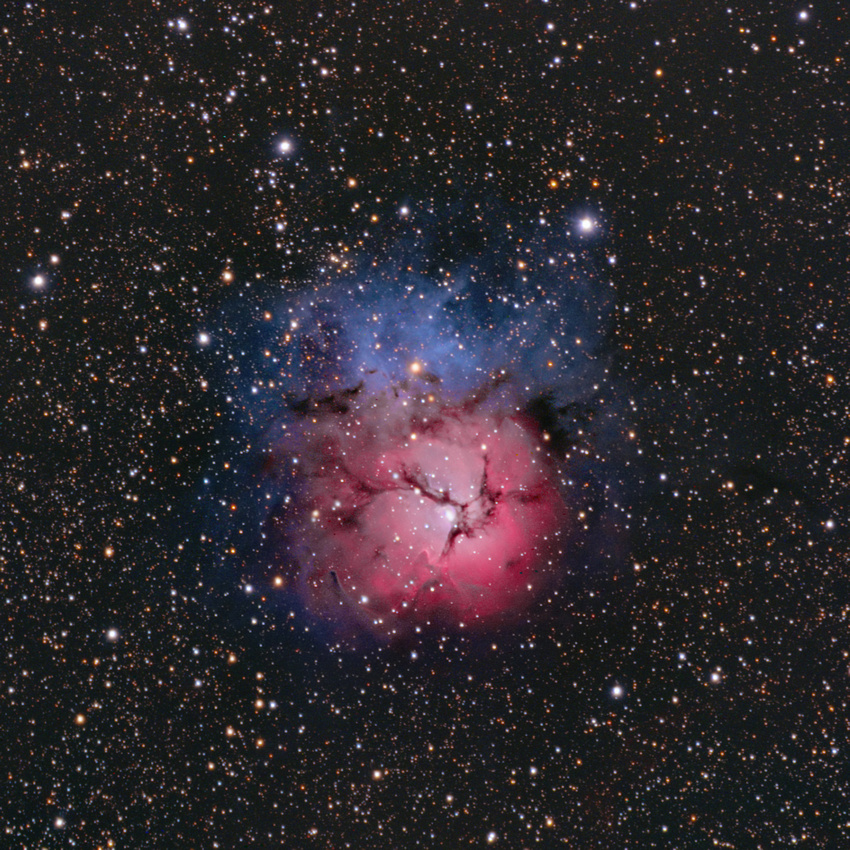
Amatérský snímek mlhoviny Trifid

Mlhovinu Trifid jako první pravděpodobně objevil Guillaume Le Gentil v roce 1747 spolu s mlhovinou Laguna. Její první popis ovšem pochází až od Charlese Messiera, který ji také zařadil do svého slavného katalogu. William Herschel byl prvním pozorovatelem, který popsal tmavé pruhy protínající mlhovinu. Považoval ji tak za čtyři rozdílné objekty, kterým přiřadil označení H IV.41, H V.10, H V.11 a H V.12. Jako mlhovinu Trifid ji ovšem nazval až jeho syn John, který ji pozoroval a důkladně prozkoumal na mysu Dobré naděje. Naopak admirálu Smythovi se nepodařilo mlhovinu dobře pozorovat.

## Vlastnosti

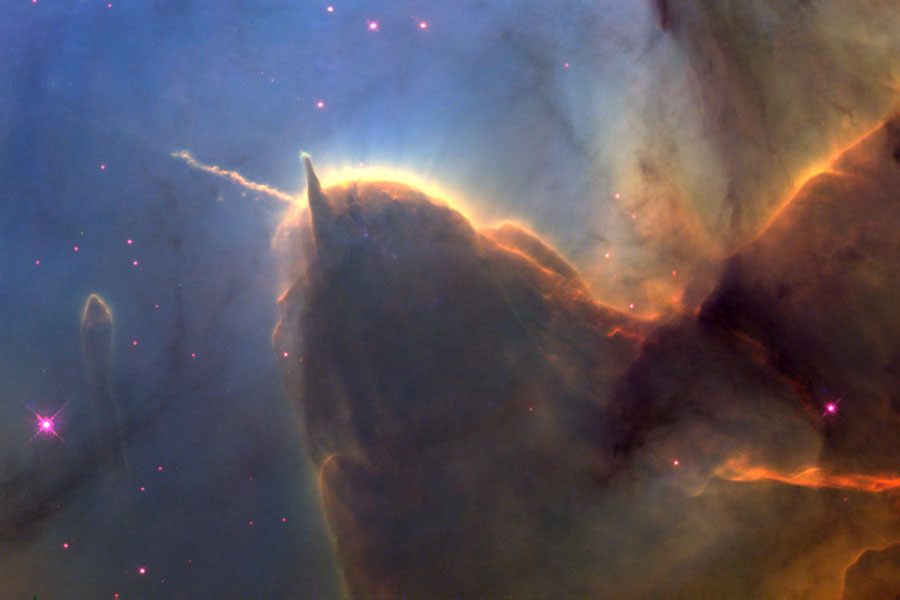
Vlevo nahoře patrný „výtrysk plazmatu“. Snímek pořídil Hubbleův teleskop.

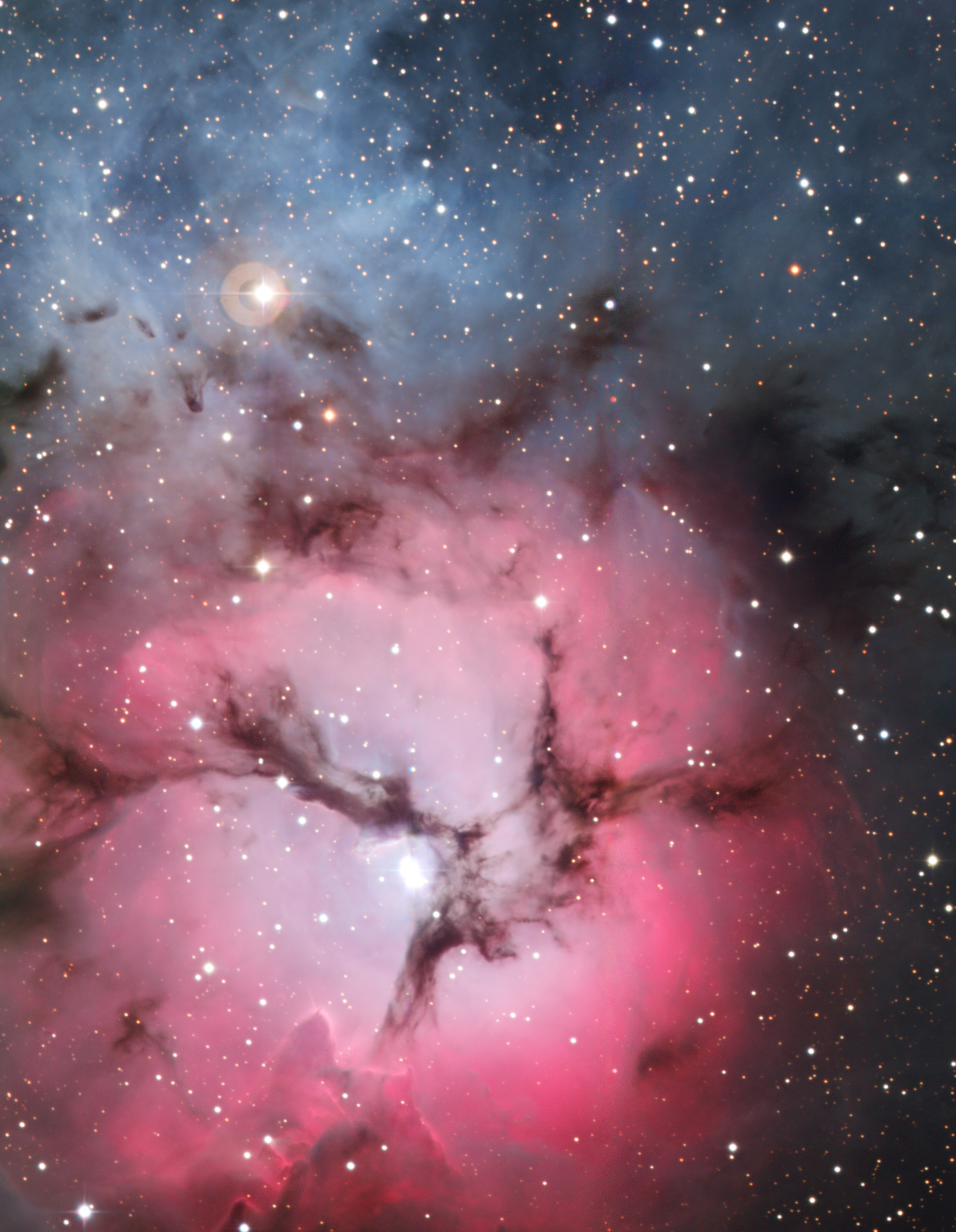
Mlhovina Trifid je tvořena třemi různými mlhovinami: emisní mlhovinou, která tvoří prostřední červenou část, modrou reflexní mlhovinou na okraji a temnou mlhovinou uprostřed, která způsobila její název.

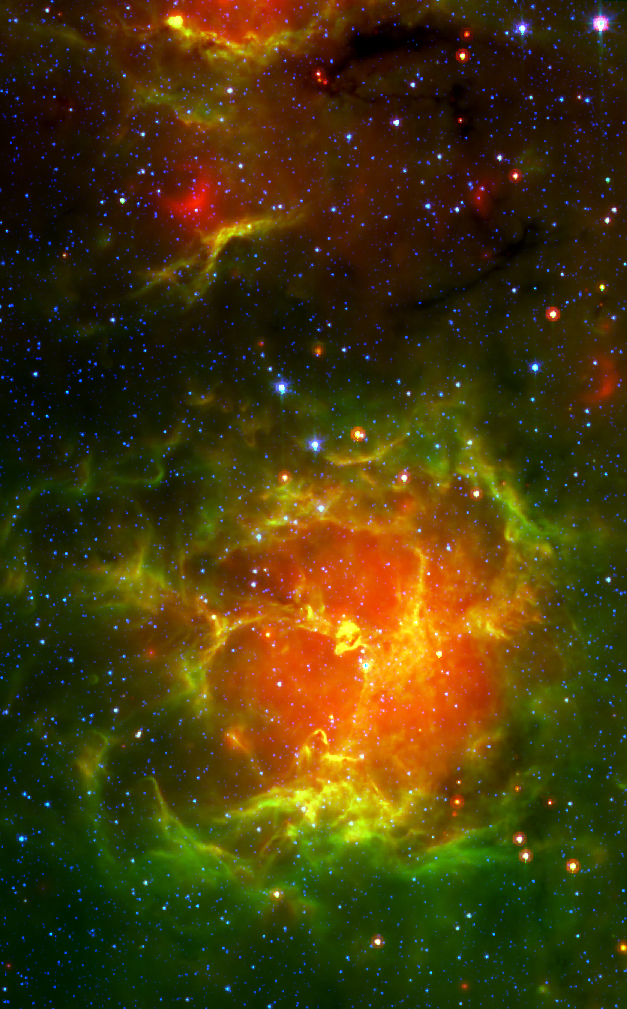
Infračervený snímek mlhoviny Trifid pořízený Spitzerovým vesmírným dalekohledem.

Mlhovina Trifid leží ve vzdálenosti přibližně 5 200 světelných let od Země a nachází se tedy v rameni Střelce, což je galaktické rameno blíže ke středu Galaxie sousedící s ramenem Orionu, ve kterém sídlí Slunce. Jediná hmotná hvězda, kterou je možné vidět uprostřed mlhoviny, je hlavním zdrojem ozařování celé mlhoviny. Stáří této hvězdy se odhaduje na 300 000 let, což ji řadí mezi nejmladší oblasti vzniku hvězd.
Plyn mlhoviny je ionizován modrými obry spektrální třídy O s absolutní magnitudou dosahující hodnoty -5, které jsou staré přibližně 7 milionů let. Různé barvy mlhoviny jsou způsobeny různými ionizovanými prvky: například červené zbarvení pochází od vodíku a modré zbarvení od kyslíku. Modré odstíny kolem mlhoviny jsou ovšem pouhým odrazem světla jasných hvězd - tato reflexní část mlhoviny je nejvýraznější na severní straně. Tmavé pruhy jsou naopak neosvětlená chladná mračna plynu a prachu.
Na vlnové délce 9,4 cm mlhovina vysílá rádiové vlny pocházející od srážek mezi volnými elektrony a protony, které způsobují nárůst teploty až na 10 000 K. Uprostřed mlhoviny leží trojhvězda ADS 10991, jejíž složky mají magnitudy 7,6, 10,7 a 8,7.
Na pravé straně je zobrazen snímek z Hubbleova vesmírného dalekohledu, který v mlhovině ukazuje oblast prachu a plynu, ve které vznikají nové hvězdy. Tato oblast leží ve vzdálenosti 8 světelných let od ústřední hvězdy v mlhovině. Malý úzký výtrysk, který vychází z vrcholu mračna v levé horní části, je dlouhý zhruba 3/4 světelného roku (tedy přes 7 bilionů kilometrů). Zdrojem tohoto výtrysku je mladý hvězdný objekt skrytý v mračnu. Podobné výtrysky jsou vedlejším produktem vzniku hvězd.
Snímek také ukazuje výstupek (prst mířící nahoru, vpravo od výtrysku), který je ukázkou objektů označovaných EGGs (zkratka z anglického Evaporating Gaseous Globules, tedy vypařující se plynné kuličky), a je pozůstatkem mračna, které je narušováno silným zářením hvězd, ale na vrcholu tohoto výstupku je dostatečně hustý shluk plynu, takže tomuto záření zatím odolává. Tento snímek v nepravých barvách byl zveřejněn 8. září 1997 a vznikl spojením 3 úzkopásmových snímků, které zachytily záření atomů vodíku, ionizované síry a dvakrát ionizovaného kyslíku.